# Helvetas Swiss Intercooperation
Notes
Membre de la communauté de travail Alliance Sud
Helvetas (nom officiel Helvetas Swiss Intercooperation) est une organisation suisse d'aide au développement créée en 1955, indépendante politiquement et confessionnellement, avec des filiales indépendantes en Allemagne et aux États-Unis. Elle fournit une aide à l’autonomie dans une trentaine de pays parmi les plus pauvres d'Afrique, d'Asie, d'Amérique latine et d’Europe de l'Est, pour des besoins essentiels comme l'eau potable et la sécurité alimentaire, l'amélioration des revenus de base et la formation, la paix et la gestion participative.
La nouvelle association Helvetas Swiss Intercooperation est créée en 2011 à la suite de la fusion de Helvetas avec Intercooperation.

## Histoire
En 1947, Rodolfo Olgiati, alors directeur du Don suisse (devenu Swissaid), écrit qu'« il est temps de passer de l’aide à la reconstruction en Europe au travail pour la paix dans les régions extra-européennes ». Il voit alors une nouvelle tâche pour l'aide suisse  : le soutien aux pays à l'économie sous-développée, en dehors de l'Europe. Il est le premier en Suisse à concevoir l'aide dans un cadre global, à parler du bien-être de tous les peuples.  
Un groupe se forme en 1954 autour du slogan « La Suisse aide les pays économiquement désavantagés ». Après des recherches infructueuses auprès des organisations existantes, il est décidé de créer une nouvelle association. Rodolfo Olgiati et Regina Kägi-Fuchsmann sont considérés comme les deux principaux fondateurs, épaulés par des membres du Service civil international, des quakers, des personnes venues en aide aux réfugiés, des ingénieurs ayant l’expérience du terrain. Le 18 juin 1955, à Zurich, une septantaine de personnes aux idéaux divers fondent l'association Aide suisse aux régions extra-européennes (ASRE) (en allemand Schweizerisches Hilfswerk für aussereuropäische Gebiete). La première brochure d’information annonce que « notre œuvre d’entraide entend aider ceux qui sont décidés à s’aider eux-mêmes ». Il y a déjà plus de mille membres fin 1955. Le nom devient Helvetas en 1965.
Helvetas a réexaminé son travail en 2009-2010, de nouvelles « lignes directrices » ont été approuvées, qui précisent la vision, la mission, les valeurs fondamentales et les principes de l'association.
En avril 2011, Helvetas fusionne avec Intercooperation, créée en 1982 à l'initiative de la Direction du développement et de la coopération (DDC) pour faciliter la réalisation de projets de développement sur mandat de la Confédération. Intercooperation est depuis 1997 une fondation regroupant 21 organisations, et depuis 2004 entièrement indépendante de la DDC. La nouvelle association se nomme « HELVETAS Swiss Intercooperation » et peut compter sur plus de 100 000 membres et donateurs en Suisse.

## Vision

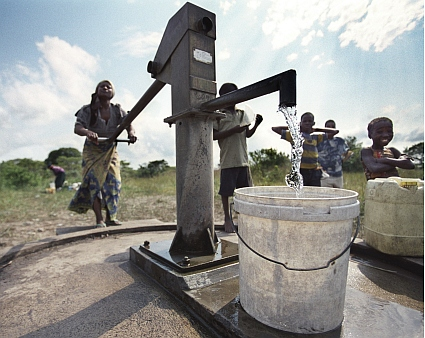
Eau potable au Mozambique, 2005

Helvetas œuvre pour un monde juste, où tous les êtres humains déterminent le cours de leurs vies dans la dignité et la sécurité, en utilisant les ressources naturelles de manière durable et en préservant de l’environnement.
Avec ses organisations partenaires, Helvetas s’attelle à relever les défis globaux à trois niveaux : les projets sur le terrain, la transmission de connaissances professionnelles ; la promotion de conditions-cadre politiques au bénéfice de populations en situation de pauvreté et défavorisées. Helvetas poursuit une approche multilatérale, son engagement englobe la société civile, l’État et le secteur privé.

## Engagements

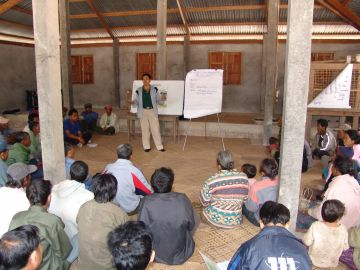
Formation de paysans au Laos, 2006

Helvetas s'engage dans les infrastructures en milieu rural (eau potable et latrines, ponts et accès routiers, constructions communales), la gestion durable des ressources naturelles (agriculture écologique et conditions commerciales équitables), la sécurité alimentaire, la formation et la culture (éducation de base, alphabétisation pour adultes, formation de personnel enseignant, expression artistique et diversité culturelle), l’économie durable et inclusive, la promotion des femmes, l’environnement et du climat, la décentralisation et la démocratie, le travail pour la paix.
Helvetas apporte aussi une aide d’urgence à la suite de catastrophes.
En Suisse, Helvetas encourage la sensibilisation à la solidarité et participe au dialogue de la politique de développement. De plus, l’organisation est engagée dans le commerce équitable à travers son Fairshop.

## Publications
Périodique
Le magazine trimestriel Partenaires paraît depuis 1961. Les rapports annuels de l'association de 1960 à 1989 y sont publiés.
Calendrier
Un calendrier au format panoramique (28x56cm) est publié depuis 1973. Il contient des photographies originales montrant le vécu quotidien de populations d'Afrique, d'Asie ou d'Amérique latine. En 2011, plus de 35 000 exemplaires sont imprimés en Suisse et au total plus de 160 000 exemplaires. Les variantes sont publiées en collaboration avec d'autres organisations à l'étranger (Allemagne, Angleterre, Belgique, Espagne, France et Pays-Bas), ce qui en fait l'un des calendriers les plus vendus au monde.

## Sources
- Thomas Möckli, Une histoire mouvementée [...], 2005

- (de) Cet article est partiellement ou en totalité issu de l’article de Wikipédia en allemand intitulé « Helvetas » (voir la liste des auteurs).